# Sybra jaguarita
Sybra jaguarita är en skalbaggsart som beskrevs av Stefan von Breuning 1942. Sybra jaguarita ingår i släktet Sybra och familjen långhorningar. Inga underarter finns listade i Catalogue of Life.